# Wings over Honolulu
Wings over Honolulu é um filme norte-americano de 1937, do gênero drama romântico, dirigido por H. C. Potter e estrelado por Wendy Barrie e Ray Milland.

## Sinopse
No exato dia de seu casamento, o Tenente da Marinha Samuel Gilchrist é transferido para Pearl Harbor e leva junto a esposa Lauralee. No Havaí, ela se surpreende quando descobre o ex-namorado Greg Chandler navegando em um vistosos barco. O marido cada vez se enfronha mais no trabalho e, então, parece muito natural que ela aceite dar uma voltinha no barco de Greg... Enciumado, o tenente despenca com seu avião no porto, o que o leva à corte marcial. Arrependida, Lauralee defende-o no tribunal, consegue que ele seja absolvido e promete nunca mais cair em tentação...

## Premiações
| Patrocinador                                  | Prêmio | Categoria         | Situação |
| --------------------------------------------- | ------ | ----------------- | -------- |
| Academia de Artes e Ciências Cinematográficas | Oscar  | Melhor Fotografia | Indicado |

## Elenco
| Ator/Atriz      | Personagem               |
| --------------- | ------------------------ |
| Wendy Barrie    | Lauralee Gilchrist       |
| Ray Milland     | Tenente Samuel Gilchrist |
| Kent Taylor     | Greg Chandler            |
| William Gargan  | Tenente Jack Furness     |
| Polly Rowles    | Rosalind Furness         |
| Samuel S. Hinds | Almirante Furness        |
| Mary Philips    | Senhora Hattie Penletter |
| Joyce Compton   | Caroline                 |
| Louise Beavers  | Mamie                    |
| Margaret McWade | Nellie Curtis            |
| Clara Blandick  | Evie Curtis              |